# Mascaraàs
Pour les articles homonymes, voir Mascaraàs.
Mascaraàs est une ancienne commune française du département des Pyrénées-Atlantiques. En 1831, la commune fusionne avec Haron pour former la nouvelle commune de Mascaraàs-Haron.

## Géographie
Mascaraàs est situé à l'extrême nord-est du département, au sud-est de Garlin.

## Toponymie
Mascaraas  comme tous les mascaras du sud ouest, doit son nom à la langue arabe : al-muʿaskar est le nom qui désigne à l'origine, le camp militaire, le lieu de commandement ou parfois la forteresse construite par les troupes d'occupation musulmanes arabo-berbères, la plupart dirigées par Abd al-Rahman 1er au VIIIe siècle.

Le toponyme Mascaraàs apparaît sous les formes 
Masquaraas (XIIIe siècle, fors de Béarn), 
Mascaraas (1402, censier de Béarn), 
Masqueraas (1546, réformation de Béarn) et 
Mascaras (1793, 1801, Bulletin des lois et 1863, dictionnaire topographique Béarn-Pays basque).

## Histoire
Paul Raymond note qu'en 1385, Mascaraàs comptait six feux et dépendait du bailliage de Lembeye. Il y avait une abbaye laïque, vassale de la vicomté de Béarn.

## Démographie
| 1793 | 1800 | 1806 | 1821 |
| ---- | ---- | ---- | ---- |
| 216  | 231  | -    | 238  |

## Culture locale et patrimoine

### Patrimoine civil
Le château de Mascaraàs a des origines qui remontent au haut Moyen Âge. Il fut transformé par la suite aux XVIe et XVIIe siècles (siège d'une abbaye laïque), puis aux deux siècles suivants. Des lambris de revêtement en bois peint (scènes mythologiques) et taillé, ainsi que neuf cheminées sont inscrits à l'Inventaire général du patrimoine culturel.

### Patrimoine religieux
Une partie (nef) de l'église Saint-Jean-Baptiste date du XVIe siècle. L'église recèle du mobilier également inscrit à l'Inventaire général du patrimoine culturel.

## Pour approfondir